# NGC 1820
NGC 1820 (còn được gọi là ESO 85-SC39 ) là một cụm sao mở trong chòm sao Kiếm Ngư. Nó nằm trong Đám mây Magellan Lớn. Nó có cường độ 9.0  và được John Herschel phát hiện vào ngày 2 tháng 1 năm 1837.